# Source (firma)
Source (hebrejsky שורש‎, někdy též Source Outdoor, dříve Source Vagabond Systems) je izraelská společnost specializující se na výrobu outdoorových sandálů a hydratačních systémů. Firma sídlí v severoizraelském městě Tirat Karmel, kde jsou její produkty rovněž vyráběny.

## Historie
S nápadem odolných a pohodlných outdoorových sandálů přišli koncem 80. let 20. století manželé Gillovi z Izraele poté, co se vrátili po putování po Jižní Americe. Po návratu navrhli specifický design křížení pásků sandálů ve tvaru písmene „X“, který si patentovali v Izraeli a ve Spojených státech. Následně počátkem 90. let založili společnost Source Vagabond Systems (dnes jen Source či Source Outdoor), s níž se snažili penetrovat izraelský trh, což však z počátku nebylo snadné. Jejich sandále se postupně rozšířily mezi izraelskými baťůžkáři a po úspěchu na izraelském trhu firma expandovala i do Severní Ameriky a Evropy. Z původně provizorní výrobny s jedním šicím strojem v Tel Avivu se společnost přemístila do města Tirat Karmel (asi 5 kilometrů jižně od Haify), kde má více než 200 zaměstnanců.
Kromě sandálové obuvi vyrábí firma Source rovněž hydratační systémy v podobě vodních vaků určených do batohů. Ty jsou v případě batohů podporující tento systém umístěné uvnitř batohu a je z nich vyvedena hadička, která je připevněna k popruhu batohu. Uživatel s tímto systémem tak může pít za chůze, aniž by otevíral nádobu s vodou. Hydratační systém firmy Source využívá například izraelská armáda nebo námořní pěchota Spojených států.